# Trường Trung học phổ thông chuyên Thái Bình
Trường Trung học phổ thông chuyên Thái Bình là một trường trung học phổ thông công lập có nhiều thành tích của tỉnh Thái Bình. Trường được thành lập vào ngày 15 tháng 6 năm 1988 dưới sự chỉ đạo của chủ tịch tỉnh Thái Bình khi đó là ông Lưu Hải Tuyến. Trường ban đầu chỉ tổ chức các lớp chuyên Toán nhưng sau đó đã tổ chức thêm nhiều bộ môn khác. Hiệu trưởng hiên nay là ông Nguyễn Văn Dũng.

## Thành lập và phát triển

### Trước thành lập (1968-1988)
- Từ năm 1968-1972, hai khóa chuyên Toán cấp III đầu tiên của Thái Bình được triệu tập và đặt tại trường cấp III thị xã Thái Bình (nay là trường THPT Lê Quý Đôn thành phố Thái Bình) theo Quyết định số 264/QĐ ngày 10/10/1968 của UBHC tỉnh Thái Bình.
- Từ năm 1974-1988, các khóa chuyên Toán được tái lập tại trường cấp III Nam Thư Trì (nay là trường THPT Nguyễn Trãi huyện Vũ Thư).
- Từ năm 1984-1988, các khóa chuyên Ngữ Văn, tiếng Nga được mở tại trường THPT Lê Quý Đôn.

### Thành lập và phát triển (1988-nay)
- Tháng 9 năm 1988, trường THPT Chuyên Thái Bình chính thức được thành lập theo Quyết định số 463/QĐ-UB ngày 15/9/1988 của UBND tỉnh Thái Bình trên cơ sở tập hợp hai nhóm học sinh chuyên Toán, chuyên Văn-Nga được hình thành từ năm 1968 và 1984 đặt tại hai trường cấp III thị xã Thái Bình (nay là THPT Lê Quý Đôn) và cấp III Nam Thư Trì (nay là THPT Nguyễn Trãi).

Ngày đầu thành lập, trường có 24 thầy cô, 195 học sinh thuộc 8 lớp và cơ sở trường lớp chỉ là hai dãy nhà nhỏ vốn là nơi làm việc của Ban tuyển sinh tỉnh Thái Bình. Nhưng cũng từ những cơ sở ban đầu còn khiêm tốn ấy, dưới sự chăm lo giảng dạy của các nhà giáo tâm huyết, tinh thông và yêu nghề, sự nỗ lực vươn lên không biết mệt mỏi của các thế hệ học sinh, trường THPT Chuyên Thái Bình đã từng bước đi lên khẳng định vị thế của mình trước Đảng bộ và nhân dân trong tỉnh bằng nhiều thành tích đáng ghi nhận. Sau khi thành lập, trong những năm tiếp theo trường dần có các thêm lớp chuyên khác: Tin, Lý, Hoá, Sinh, Sử, Địa, Anh, Pháp bên cạnh những lớp không chuyên.
- Năm 1993, trường THPT Chuyên Thái Bình được tiếp nhận cơ sở cũ của Ban cơ khí nông nghiệp tỉnh Thái Bình tại số 194 Lý Thường Kiệt – thành phố Thái Bình rồi trong hơn 20 năm sau đó đã từng bước được cải tạo, xây dựng thêm một số dãy nhà. Bên cạnh đó, nhà trường được tiếp nhận một phần cơ sở của Công ty xây lắp làm khu ký túc xá.
- Năm 2014, hệ THPT Chuyên của tỉnh Thái Bình đã được 46 tuổi và trường THPT Chuyên Thái Bình đã ở tuổi 26 với hơn 100 cán bộ, giáo viên, công nhân viên và gần 1.500 học sinh thuộc 39 lớp.[3]
- Sau hơn 20 năm sử dụng, ngôi trường cũ đã xuống cấp trầm trọng, vào tháng 9 năm 2015, Trường THPT Chuyên Thái Bình được chuyển tới cơ sở mới khang trang hơn tại số 368A đường Phan Bá Vành, phường Quang Trung, thành phố Thái Bình.[4]

## Cơ cấu tổ chức

### Hệ chuyên
Trường THPT Chuyên Thái Bình bao gồm 12 bộ môn chuyên là: 
- Chuyên Toán
- Chuyên Vật lý
- Chuyên Hóa học
- Chuyên Sinh học
- Chuyên Tin Học
- Chuyên Ngữ văn
- Chuyên Lịch sử
- Chuyên Địa lý
- Chuyên tiếng Anh
- Chuyên tiếng Pháp
- Chuyên tiếng Trung
- Chuyên tiếng Hàn

### Ban Giám hiệu
| Ban Giám hiệu trường THPT Chuyên Thái Bình | Ban Giám hiệu trường THPT Chuyên Thái Bình | Ban Giám hiệu trường THPT Chuyên Thái Bình | Ban Giám hiệu trường THPT Chuyên Thái Bình | Ban Giám hiệu trường THPT Chuyên Thái Bình                           | Ban Giám hiệu trường THPT Chuyên Thái Bình |
| STT                                        | Họ tên                                     | Ngày sinh                                  | Quê quán                                   | Chức vụ                                                              | Năm bổ nhiệm                               |
| ------------------------------------------ | ------------------------------------------ | ------------------------------------------ | ------------------------------------------ | -------------------------------------------------------------------- | ------------------------------------------ |
| 1                                          | Nguyễn Văn Dũng                            | 01/06/1967                                 | Thái Thuỵ, Thái Bình                       | - Hiệu trưởng                                                        | 2018                                       |
| 2                                          | Thái Kiên Trung                            | 28/05/1966                                 | Tiền Hải, Thái Bình                        | - Phó hiệu trưởng - Phụ trách cơ sở vật chất - Phụ trách khu nội trú | 2011                                       |
| 3                                          | Phạm Công Sính                             | 06/09/1975                                 | Đông Hưng, Thái Bình                       | - Phó hiệu trưởng                                                    | 2019                                       |
| 4                                          | Nguyễn Thị Hiền                            |                                            | Thái Bình                                  | - Phó hiệu trưởng                                                    |                                            |

## Thành tích học tập và nghiên cứu
| Học sinh Trường THPT Chuyên Thái Bình trong các kì thi quốc tế | Học sinh Trường THPT Chuyên Thái Bình trong các kì thi quốc tế | Học sinh Trường THPT Chuyên Thái Bình trong các kì thi quốc tế | Học sinh Trường THPT Chuyên Thái Bình trong các kì thi quốc tế |
| Năm                                                            | Học sinh                                                       | Kỳ thi                                                         | Giải thưởng                                                    |
| -------------------------------------------------------------- | -------------------------------------------------------------- | -------------------------------------------------------------- | -------------------------------------------------------------- |
| 1990                                                           | Vũ Hoàng Huy                                                   | Olympic Toán Quốc tế tại Trung Quốc (IMO 31)                   | Không có giải                                                  |
| 1993                                                           | Tô Huy Quỳnh                                                   | Olympic Toán Quốc tế tại Thổ Nhĩ Kỳ (IMO 34)                   | Huy chương Bạc                                                 |
| 1998                                                           | Đoàn Nhật Dương                                                | Olympic Toán Quốc tế tại Đài Loan (IMO 39)                     | Huy chương Bạc                                                 |
| 2000                                                           | Bùi Việt Hà                                                    | Olympic Toán Quốc tế tại Hàn Quốc (IMO 41)                     | Huy chương Đồng                                                |
| 2004                                                           | Trần Ngọc Tân                                                  | Olympic Hóa Quốc tế tại Đức (IChO 36)                          | Huy chương Bạc                                                 |
| 2008                                                           | Nguyễn Trọng Toàn                                              | Olympic Vật lý châu Á tại Mông Cổ (AphO)                       | Huy chương Đồng                                                |
| 2014                                                           | Trần Hồng Quân                                                 | Olympic Toán Quốc tế tại Nam Phi (IMO 55)                      | Huy chương Vàng                                                |
| 2015                                                           | Vũ Xuân Trung                                                  | Olympic Toán Quốc tế tại Thái Lan (IMO 56)                     | Huy chương Vàng                                                |
| 2016                                                           | Vũ Xuân Trung                                                  | Olympic Toán Quốc tế tại Hồng Kông (IMO 57)                    | Huy chương Vàng                                                |

## Cựu học sinh đáng chú ý
- Hoàng Tùng: PSG.TS, Hiệu phó Đại học Xây dựng[14]